# Дом Волкова (Ломоносов)
Дом Во́лкова — дореволюционный особняк в Ломоносове. Расположен на пересечении Еленинской улицы и улицы Ломоносова (адрес: Еленинская улица, 26/13). Один из немногих сохранившихся образцов деревянной застройки Ораниенбаума. Здание было возведено по проекту неизвестного архитектора на рубеже XIX и XX веков и принадлежало сначала статскому советнику Кекину, а затем — супругам Михаилу Васильевичу и Ирине Никтополионовне Волковым. После революции национализированный дом оставался жилым, был капитально отремонтирован в 1966 году. В 2008 год обветшавшее здание признали аварийным, расселили в 2013 году. С тех пор город восемь раз пытался продать здание на торгах, но единственная удачная сделка была отменена из-за бюрократических сложностей. Без реставрации здание продолжает разрушаться.

## История
До 1917 года домом владел купец 1-й гильдии, лесопромышленник Михаил Васильевич Волков.
Михаил Волков в 1890-х был гласным кронштадтской городской думы. В городском архиве сохранилось его прошение о постройке лесопильного завода, открытое в 1893 году и законченное в 1902. Примерно в это время семья решила обосноваться в Ораниенбауме. Волковы активно занимались благотворительностью и общественной деятельностью. Михаил Васильевич возглавлял местные комитеты труда и помощи, ораниенбаумское церковно-приходское попечительство, комитет строительства каменного храм Михаила Архангела и нового здания театра. По его инициативе керосиновое освещение Ораниенбаума заменили электрическим. Ирина Никтополионовна была главной комитета яслей всероссийского общества попечительства, защиты материнства и младенчества при местном доме трудолюбия.
Сведения об авторе проекта дома не сохранились. Деревянный особняк был оформлен в стиле модерн, главным его украшением стала высокая угловая башенка со шпилем. До 1896 года дом принадлежал статскому советнику Кекину, у которого Михаил Волков выкупил здание в начале XX века. Официально право собственности было зарегистрировано на супругу Ирину Никтополионовну. Волковы владели домом до революции.
В 1917 году дом национализировали, в 1966 году был проведён капитальный ремонт. В 1990 году здание включили в реестр объектов культурного наследия. По мнению экспертов, дом Волкова является одним из наиболее ценных памятников деревянного зодчества в Ломоносове.
Михаил Васильевич Волков как подрядчик принимал активное участие в строительстве форта Красная Горка. Он был главным поставщиком камня необходимого для производства основного строительного материала — бетона. Земляные работы, отрывка рвов и насыпка валов, выполнены трудами его рабочих. Им были выполнены работы по отрывке фундаментных котлованов и насыпке брустверов 12-ти дюймовых батарей. Волковым был построен у форта причал и подъёмник для доставки материалов. На стройке были задействованы два его паровоза.

## Современность
Дом признали аварийным в 2008 году, в 2013-м — расселили. В апреле 2013 года в доме случился пожар, охвативший 500 из 812 м2 площади дома. Огонь практически уничтожил комнаты на втором этаже, частично — деревянную отделку фасадов и оконных заполнений. Градозащитники высказывали серьёзную обеспокоенность судьбой дома — из-за удачного расположения в центре города они опасались, что здание могут сжечь ради возведения новостроек. После обращения в КГИОП были выполнены срочные противоаварийные работы — частично восстановили кровлю, заварили дверь и оконные проёмы первого этажа, чтобы препятствовать доступу посторонних в здание.
Ответственность за сохранение здания возложили на администрацию Петродворцового района в лице Комитет имущественных отношений. В поисках нового владельца здание безуспешно выставляли на торги семь раз. Только на аукционе 23 мая 2018 года за 4,6 млн рублей дом выкупил соучредитель компании «М-Строй» Евгений Закопаев, обременение КГИОП обязывало нового собственника осуществить реставрацию и применение под современное использование в срок до 42 месяцев.

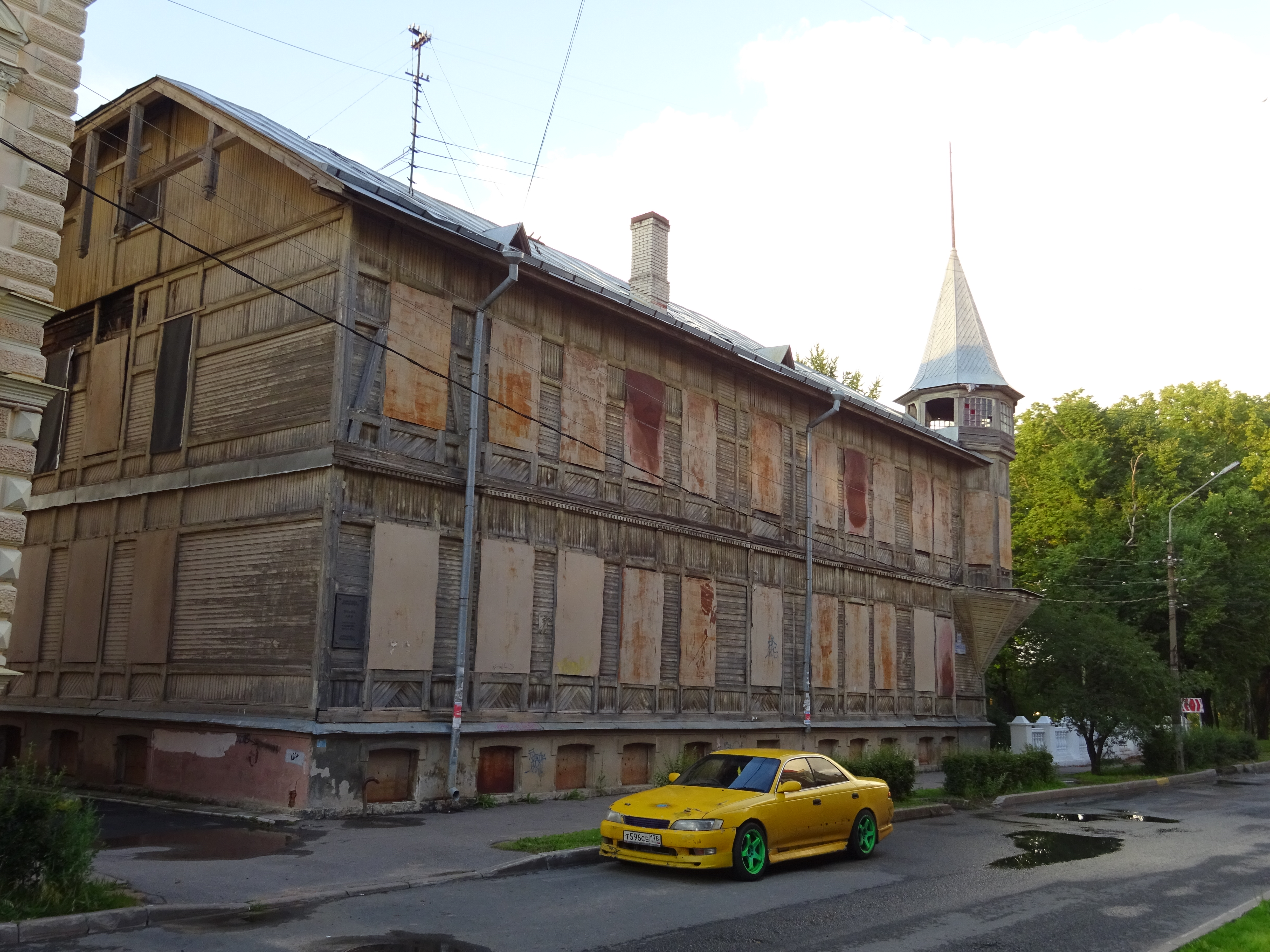
Заложенные окна, 2019

Однако в 2018 году сделка была расторгнута: Росреестр отказался зарегистрировать права собственности покупателя, поскольку здание было куплено как единый объект недвижимости, а не поквартирно, и не переведено в нежилой фонд. В январе 2019 года Закопаеву вернули выплаченную сумму. Градозащитники назвали отказ Росреестра «абсурдным», так как 90 % объектов, которые выставляет на торги Фонд имущества, являются аналогичными расселёнными многоквартирными домами. Спустя несколько дней после расторжения сделки выяснилось, что вход в дом снова вскрыт, после жалобы в КГИОП входную дверь «наскоро заколотили досками».
На заседании КГИОП 22 января 2019 года Сергей Макаров предложил включить дом в программу «Рубль за квадратный метр». К 2022-му квартиры в доме были переведены в нежилой фонд, а в 2023-м здание выставили на торги. Договор потенциального арендатора будет содержать обременение в виде обязательства провести реставрацию в течение семи лет.
В апреле 2025 года Дом Волкова был выставлен на продажу «за один рубль» с обязательствами по сохранению памятника.